# 海軍台灣獨立案
海軍台灣獨立案，簡稱海軍台獨案。是臺灣白色恐怖時期發生於1958年4月中華民國海軍軍人因參與臺灣獨立運動入獄的政治案件，涉案者被國民黨政府指控與日本的廖文毅組織連絡。

## 起因
1955年，臺籍海軍士官許昭榮奉派到美國接回咸陽艦（原美國海軍格里維斯級驅逐艦Rodman）。:85當時船停在紐約布洛克林海軍造船所修理，許昭榮上岸休假時，看到報上報導台灣共和國臨時議會在東京成立，以及發布台灣共和國憲法草案的消息，非常感動。因此希望與東京廖文毅的組織取得聯繫，獲得更多線索。:453-454許昭榮遂透過在東京開設餐廳的叔叔許仕，連絡上簡文介，寄給他《台灣獨立運動十周年》一書。由於當時船上有政戰特務會檢查，因此許昭榮請叔叔寄到夏威夷許昭榮初次接艦時認識的佐久間夫婦住所，待船回程行經夏威夷時索取。:453-4541956年4月，船回到夏威夷時，許昭榮上岸索取簡文介所寄《台灣獨立運動十周年》。當時佐久間夫婦看完後認為此事危險，勸許昭榮不要將書帶回台灣，然而許昭榮認為要將書帶回台灣，使台灣人知道，海外有人從事台灣獨立運動。:458-459
當時全船一、兩百個官兵，大都外省籍，只有五、六個台灣人，再回航途中，許昭榮與幾個臺籍官兵利用晚上航行時間偷看。:460許昭榮返台後，曾先後將書拿給民主運動人士，如郭國基及李源棧看過，:460並交給軍中知心同袍看，當時許昭榮軍階是海軍中士，有海軍配給的宿舍，一些台籍弟兄放假時常跑來找他聊天。:4601957年，海軍士校航海科畢業、當時在中基軍艦上擔任下士的張幹男:85（桃園龍潭客家人）來找許昭榮玩，並借此書去翻譯。 據判決書表示還有信陽軍艦上的聲納上等兵胡榮秋(台南人)。當時與許昭榮無話不談的張幹男，對國民黨的貪汙腐化及軍中的官僚早就不滿，只要回到基地，就常與胡秋榮及其他艦上的台籍士官一起聊天，談台灣的前途。:85聽到許昭榮的話後，張幹男亦鼓勵胡秋榮要關心台灣人前途，具強烈本土意識的胡秋榮亦答應要盡台灣人義務，三人決定分頭找尋同志共襄大事。:85
張幹男由許昭榮接過《台灣獨立運動十周年》專刊閱讀後，將該書傳給中勝艦上的航海上等兵臺南人曾國英、曾國英再傳給海軍供給司令部的診療所看護上士南投人陳肇基。最後責成看護上士彰化人陳水清及合貞號艇上的航海下士吳榮山（台東鹿野人，卑南族）負責將該書傳給各人的同鄉、同學閱讀，:86並由張幹男、陳水清負責分讀解述該書內容，由曾國英、胡秋榮負責翻譯成中文，然後再秘密印發給軍中的台籍朋友和社會青年，以便擴大宣傳。:86爾後張幹男並說服了美頌艦上的油機下士施松雨（高雄縣人）及湘江艦上的電機下士鄭文騰（高雄市人）傳閱該書，並參與討論。
據判決書聲稱，張幹男除了翻譯外，更於1957年隨艦赴菲律賓之際，趁機偷取該艦保管的海圖。並與曾國英、施松雨、鄭文騰及胡秋榮等計議購買漁船，已備「集體逃日本與著作《台灣獨立運動》一書之叛徒廖文毅謀取聯絡，鼓動台灣獨立運動」。:575

## 案發
1958年4月，案件爆發。據許昭榮回憶，案子被偵破是由於吳榮山休假回臺東時，忘了收假，逾假未歸。因此隊上派人搜索他的衣櫃，發現《台灣獨立運動十周年》的筆記，筆記上還畫了他想像中的台灣共和國國旗。待吳榮山回來後即被收押，後來張幹男等人被捕後，軍方找上許昭榮。:463
許昭榮被捕後，被送到鳳山的秘密監獄「海軍招待所」（原日本海軍鳳山無線電信所）。許昭榮等人在「招待所」中受到刑求及疲勞轟炸，輪流接力審判，讓人不眠不休。或以飢餓、不給水方式凌虐「貴賓」，甚至用烈光照射眼睛，使人無法忍受折磨而招供。 接下來做筆錄時，用原子筆夾人手指頭或用筆頭戳肋骨，有時也用繩索捆綁，將人吊起來一吊就是幾個小時，甚至持續整個大半天。當時許昭榮遭特務逼供逼問有哪些人涉案、為何帶此書回來。:463-464 據許昭榮回憶，當時特務人員一直逼問他，要他供出促使他入海軍的吳振武涉案。:466許昭榮認為當時海軍正在整肅台灣人，全海軍中就以吳振武的上校職位最高，他們想藉此拉他下台。除了吳振武被叫去問話外，連一些中尉、下士的台灣人都被叫去問話。許昭榮始終堅持不認識吳振武，也否認他涉案。:466
被捕後，許昭榮等人先在「海軍招待所」關了一年多，1959年8月移送左營軍人監獄，10月中旬，海軍第一軍區司令部軍事檢查官依《懲治叛亂條例》第二條第三項，對他們九位提起公訴之後，:8812月16日在左營軍法處判刑。
1959年12月，海軍軍事法庭判決許昭榮「陰謀破壞國體竊據國土」，判處有期徒刑十年、褫奪公權五年；張幹男、曾國英各有期徒刑八年、各褫奪公權五年；陳肇基、陳水清、吳榮山有期徒刑七年、各褫奪公權三年；施松雨、鄭文騰、胡榮秋各有期徒刑五年、各褫奪公權三年。:574同案中除九位海軍軍人，亦有一位民間參與者王金來被判刑，他是曾國英父親的學生，只是看過該書未參與翻譯，就被刑法判刑十年。:466 :490
定刑後，許昭榮等人移送新店安坑的軍人監獄，過了8個月左右，:492判刑七年以上者被送去綠島監獄，本案中六人到綠島。其他五年以下都在臺東泰源監獄服刑。後來綠島監獄為了監禁普通重刑犯，將所有政治犯陸續移監他處，刑期即將屆滿者，送回軍法處看守所1965年，張幹男送回軍法處看守所，1966年4月出獄。:496

## 平反
2018年12月7日，促進轉型正義委員會通過公告，撤銷許昭榮、張幹男、曾國英、陳肇基、陳水清、吳榮山、施松雨、鄭文騰、胡榮秋9人的有罪判決。被判刑的王金來則於2019年2月27日撤銷有罪判決。

## 其他
- 據許昭榮回憶，當時在綠島時，因台獨案件去的人數較少，因此遭到「紅帽子」（左傾統派）欺負的很慘。尤其是廖文毅返臺投降那時陣，更遭恥笑「主帥回來投降了，你們這些嘍囉有救了。快了！很快就放你們出去了！」、「現在你們老闆回來了，就要救你們出去了。」言下之意取笑廖文毅投降。[2]:469
- 當時臺獨案子者被左傾統派逼得無法與他們生活，自願去擔任外役，張幹男和曾國英去康樂隊，許昭榮去發電班值班，白天在外面看守發電機，晚上才回去睡。「紅帽子」沒有人願意去做外役工作，因為他們認為服外役是被「長頭毛仔」(官員)差遣使用。據許昭榮回憶，當時很多人並非一開始就是馬克思主義者，而是後來才「西瓜偎大邊」的，當他們以為中國越來越強時，就開始狐假虎威起來。如廖天欣在獄中雖然已經偏「紅色」，但出獄後左傾更嚴重，甚至主張要中國打臺灣。林書揚也是其中之一。[2]:468-469

## 傳記及研究書目
- 〈海軍士官叛變記〉，收於林樹枝著，《出土政治冤案》第一集增訂版。板橋市。1992年8月30日初版一刷。頁85-88。